# Synedoida edwardsii
Synedoida edwardsii är en fjärilsart som beskrevs av Hans Hermann Behr 1870. Synedoida edwardsii ingår i släktet Synedoida och familjen nattflyn. Inga underarter finns listade i Catalogue of Life.